# Carfentanil
Il carfentanil (R33799) è un oppioide, analogo sintetico del fentanyl, destinato all'uso clinico per gli animali, ed è uno dei più potenti oppioidi conosciuti: ha una potenza di circa 10.000 volte quella della morfina e 100 volte quella del fentanyl, con attività negli esseri umani a partire da circa 1 µg.
La molecola è stata scoperta nel 1976 dalla Janssen Pharmaceutica.